# Sant Sebastià d'Ordal
Sant Sebastià d'Ordal és una capella prop del poble homònim (Alt Penedès), catalogada com a bé cultural d'interès local.

## Història
La primera referència documental és del 1414, quan fou visitada pel bisbe de Barcelona Francesc Climent Sapera. El segle xvii fou erigida en sufragània de Sant Pau i reedificada el 1782. Va ser utilitzada pels veïns del poble com a església parroquial fins a la construcció, a inicis del segle xx, de la nova església de Sant Esteve d'Ordal, i el 1903 va restaurada per Hermengild d'Olzinelles i Tos, comte d'Olzinelles i propietari de Can Ravella.

## Descripció
Capella de planta rectangular, amb absis orientat a llevant. La teulada és a dues vessants i tres contraforts a cada costat. La porta d'entrada és d'arc escarser amb brancals i llindes de pedra treballada amb la data 1782. A sobre hi ha una finestra d'ull de bou i una inscripció on hi figura l'escut heràldic del comtat d'Olzinelles. Ës de tipus quadrilong francès, timbrat per una corona comtal. Hi ha tres alzines, la del mig més baixa a sobre d'aquest. A sobre del frontis hi ha el campanar d'espadanya, amb un sol ull.
A l'interior hi ha uns arcs torals amb voltes nervades i arcs formers laterals de mig punt. Hi destaca el gran retaule barroc de l'altar major, molt ben treballat, amb la imatge de Sant Sebastià, actual advocació de la capella.
Adossat a l'absis, hi ha el grup de cases de Can Ravella, una d'elles amb una portalada de mig punt amb grans pedres adovellades, que fou l'hostal de Ravella. La paret de migdia de la Capella és closa per una altra tanca, formant un petit pati.